# 多夫勒鎮區 (明尼蘇達州坎迪約希縣)
多夫勒鎮區（英語：Dovre Township）是位於美國明尼蘇達州坎迪約希縣的一個行政鎮區。

## 歷史
多夫勒鎮區於1869年設立，得名自位於挪威的多弗勒山脈。

## 地方資料
多夫勒鎮區的面積為89.26平方千米，當中陸地面積為70.10平方千米，而水域面積為19.16平方千米。根據2020年美國人口普查的數據，當地共有人口2163人，而人口密度為每平方千米24.23人。